# پستاندارشناسی

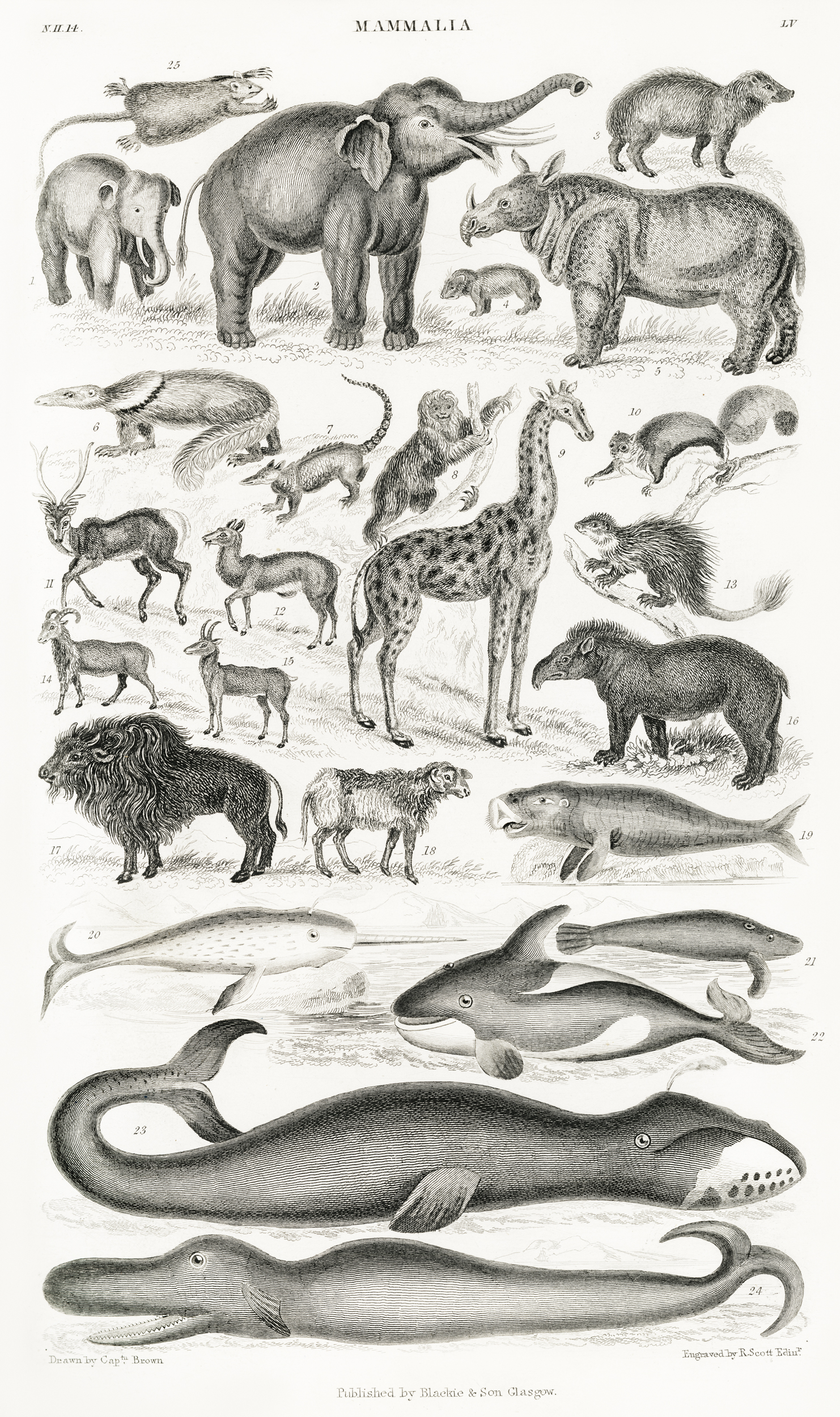
این تصویر از کتاب "A History of the Earth and Animated Nature" اثر الیور گلداسمیت (۱۸۲۰)، نمونه‌ای از تلاش‌های اولیه در طبقه‌بندی و شناخت پستانداران است؛ این آثار نقش مهمی در شکل‌گیری زیست‌شناسی جانوری و بنیان‌گذاری پستانداراشناسی (Mammalogy) به عنوان یک شاخه علمی مستقل داشته‌اند.

پستاندارشناسی (به انگلیسی: Mammalogy)، به شاخه‌ای از تاریخ طبیعی و زیرشاخه‌ای از جانورشناسی گفته می‌شود که بر مطالعه پستانداران متمرکز است. پستانداران، جانورانی مهره‌دار که دارای ویژگی‌های همسانی چون سوخت‌وساز خون‌گرمانه، داشتن مو در سطح بدن، داشتن قلب با چهار دهلیز، سامانه عصبی پیچیده، پستان و دندان هستند.